# 青野ひかる
青野 ひかる（あおの ひかる、1993年3月16日- ）は、静岡県出身のレスリング・柔術及び総合格闘技の選手。ストライプル新百合ヶ丘所属。夫は同じく総合格闘家の渡部修斗。

## 来歴
中学時代、2007年ドン・キホーテ杯全日本ビーチ選手権の中学生軽量級で準優勝。静岡県立焼津中央高等学校では全国高等学校女子レスリング選手権大会に3年連続出場。日本大学文理学部に進学し、同大レスリング部に所属。2012年、東日本学生女子選手権48kg級準優勝、2013年、東日本学生女子選手権48kg級優勝。2014年、全日本社会人レスリング選手権大会48kg級優勝。同年タイで行われたアジア・ビーチゲームズのビーチレスリング女子50kg級で金メダルを獲得した。2016年にも同大会で銅メダルを獲得。
2017年には総合格闘技に転じ、第24回全日本アマチュア修斗選手権のストロー級で優勝。また2017年にアゼルバイジャンのバクーで行われたグラップリング世界選手権53kg級で銅メダルを獲得した。
2017年12月から女子総合格闘技「DEEP JEWELS」にアトム級で参戦、デビュー戦となった12月3日の「DEEP JEWELS 18」の佐藤絵実との対戦では2R腕十字で敗れるも、2018年3月10日の「DEEP JEWELS 19」で桐山安奈を3-0の判定で下した。

## 人物
- TBSの「SASUKE」に出場した経験がある[15]。

## 主な戦績（レスリング）
- 2007年 ジャパンビバレッジクイーンズカップ中学生の部48kg級 準優勝
- 2010年 全日本女子オープン選手権高校生の部46kg級 優勝
- 2012年 JOC杯ジュニア48kg級 準優勝
- 2012年 東日本学生女子選手権48kg級 準優勝
- 2012年 全日本社会人選手権48kg級 準優勝
- 2013年 JOC杯ジュニア48kg級 準優勝
- 2013年 東日本学生女子選手権48kg級 優勝
- 2014年 全日本社会人レスリング選手権大会48kg級 優勝
- 2014年 アジア・ビーチゲームズ・ビーチレスリング女子50kg級 金メダル
- 2016年 アジア・ビーチゲームズ・ビーチレスリング女子50kg級 銅メダル
- 2018年 第21回全日本コンバットレスリング選手権女子アダルトオープン 優勝
- 2019年 第22回全日本コンバットレスリング選手権女子アダルトオープン 優勝

## 主な戦績  (柔術・グラップリング)
- 2017年 UWW世界グラップリング選手権53kg級 3位
- 2018年 JJFJヒクソン・グレイシー杯女子アダルト白帯ライトフェザー級 優勝
- 2018年 イサミーリバーサル サマーカップ2018女子アダルト青帯ライトフェザー級 優勝
- 2018年 ドゥマウ JAPAN GRAND PRIX 2018階級別・無差別（ワンマッチ）優勝
- 2018年 JBJJF第12回関東柔術選手権女子アダルト青帯フェザー級・オープンクラス 優勝
- 2018年 RIZIN FF JIU-JITSU OPEN TOURNAMENT 2018 女子アダルト青帯オープンクラス 優勝・女子アダルト青帯フェザー級 ３位
- 2018年 RIZIN FF GRAPPLING OPEN TOURNAMENT 2018 女子アダルトエキスパート女子55kg未満 優勝・MVP獲得
- 2019年 QUINTET FN3 TEAM DEEP JEWELSとして出場　グレース・ガンドラムとドロー
- 2019年 第20回全日本ブラジリアン柔術選手権 女子アダルト青帯フェザー級 準優勝

## 総合格闘技戦績
| 総合格闘技 戦績 | 総合格闘技 戦績 | 総合格闘技 戦績 | 総合格闘技 戦績 | 総合格闘技 戦績 | 総合格闘技 戦績 | 総合格闘技 戦績 |
| --------------- | --------------- | --------------- | --------------- | --------------- | --------------- | --------------- |
| 16 試合         | (T)KO           | 一本            | 判定            | その他          | 引き分け        | 無効試合        |
| 9 勝            | 1               | 3               | 5               | 0               | 0               | 0               |
| 7 敗            | 1               | 4               | 2               | 0               | 0               | 0               |

| 勝敗 | 対戦相手         | 試合結果                        | 大会名                                               | 開催年月日     |
| ×    | 桐生祐子         | 5分2R終了 判定0-3               | DEEP JEWELS 42                                       | 2023年9月10日  |
| ○    | ケイト・ロータス | 5分2R終了 判定3-0               | DEEP JEWELS 40                                       | 2023年2月18日  |
| ×    | 須田萌里         | 1R 3:36 腕ひしぎ十字固め        | DEEP JEWELS 36                                       | 2022年3月12日  |
| ×    | 大島沙緒里       | 5分2R終了 判定0-5               | DEEP JEWELS 33 【DEEP JEWELSアトム級GP 決勝】        | 2021年6月20日  |
| ○    | にっせー         | 1R 1:39 腕ひしぎ十字固め        | DEEP JEWELS 33 【DEEP JEWELSアトム級GP 準決勝】      | 2021年6月20日  |
| ○    | 佐藤絵実         | 5分2R終了 判定3-0               | DEEP JEWELS 32 【DEEP JEWELSアトム級GP 1回戦】       | 2021年3月7日   |
| ×    | 前澤智           | 3R 0:57 フロントチョーク        | DEEP JEWELS 30 【DEEP JEWELSアトム級タイトルマッチ】 | 2020年10月31日 |
| ○    | リオン           | 1R 4:53 TKO（グラウンドパンチ） | DEEP JEWELS 29                                       | 2020年7月23日  |
| ×    | パク・シウ       | 1R 3:40 TKO（右ストレート）     | DEEP 93 IMPACT                                       | 2019年12月22日 |
| ○    | 古澤みゆき       | 2R 3:53 肩固め                  | DEEP JEWELS 25                                       | 2019年9月1日   |
| ○    | 檜山美樹子       | 2R 2:36 腕ひしぎ十字固め        | DEEP JEWELS 24                                       | 2019年6月9日   |
| ×    | 富松恵美         | 2R 4:45 リアネイキッドチョーク  | DEEP JEWELS 23                                       | 2019年3月9日   |
| ○    | ARAMI            | 5分2R終了 判定3-0               | DEEP JEWELS 21                                       | 2018年9月16日  |
| ○    | 古瀬美月         | 5分2R終了 判定3-0               | DEEP JEWELS 20                                       | 2018年6月9日   |
| ○    | 桐山安奈         | 5分2R終了 判定3-0               | DEEP JEWELS 19                                       | 2018年3月10日  |
| ×    | 佐藤絵実         | 2R 1:43 腕ひしぎ十字固め        | DEEP JEWELS 18                                       | 2017年12月3日  |

- 2017年9月18日　AFC30thガールズファイトにて赤林檎と対戦しドロー判定
- 2017年全日本アマチュア修斗選手権ストロー級を制する